# Joanne (레이디 가가의 노래)
〈Joanne〉은 미국의 가수 레이디 가가의 노래로, 레이디 가가의 정규 5집이자 곡과 동명의 음반인 《Joanne》에 수록되어 있다. 이 곡은 2017년 12월 22일 이탈리아에서 앨범의 세 번째 싱글로 발매되었으며, 뒤이어 Joanne (Where Do You Think You're Goin?)이라는 제목의 피아노 버전이 2018년 1월 26일 전 세계에 발매되었다. 레이디 가가의 고모인 조앤 저마노타(Joanne Germanotta)에게서 영감을 받아 만들어진 이 노래는 앨범 전체의 음악적 방향을 제시하는 곡이기도 하다. 가가는 작곡 과정에서 이 노래가 고통과 상실을 마주한 사람들에게 치유가 되기를 의도하였다.
음악적으로, 이 곡은 가장 기본적인 것만을 남긴 어쿠스틱 구성으로 이루어진 컨트리 음악이다. 가사는 가가의 가족의 시점에서 바라본 조앤의 죽음에 대해 이야기하고 있다. 이 곡은 레이디 가가의 보컬과 개인적이고 간소화된 구성의 측면에서 호평을 받았다. 이 곡을 싱글로 발매하기 전, "Joanne"은 프랑스와 영국 차트의 낮은 순위에 올랐다. 가가는 "Joanne"을 60회 그래미 어워드와 Joanne World Tour (2017-2018)에서 공연한 바 있다. 또한, 이 곡은 2017년 다큐멘터리 영화 《레이디 가가: 155cm의 도발》에서 가가가 그녀의 할머니에게 이 곡을 들려주는 장면에 삽입되었다.
이 곡의 피아노 버전은 앨범의 다른 뮤직비디오의 느슨한 스토리라인을 따라가는 뮤직비디오의 공개와 함께 발매되었다. 영상은 가수가 다양한 자연 환경에서 노래를 부르는 모습을 보여주며, 평론가들에게 호평을 받았다. 곡의 피아노 버전은 61회 그래미 어워드에서 베스트 팝 솔로 퍼프먼스 상을 수상하였다.

## 곡 목록
Digital download – Album Version
1. "Joanne" – 3:16

Digital download – Piano Version
1. "Joanne (Where Do You Think You're Goin'?)" [Piano Version] – 4:39